# Iryna Yanovych
Iryna Viktorivna Yanovych –en ucraniano, Ірина Вікторівна Янович – (Leninsky, 14 de julio de 1976) es una deportista ucraniana que compitió en ciclismo en la modalidad de pista, especialista en la prueba de velocidad individual.
Participó en los Juegos Olímpicos de Sídney 2000, obteniendo una medalla de bronce en la prueba de velocidad individual. Ganó una medalla de bronce en el Campeonato Europeo de Ómnium de 2003.

## Medallero internacional
| Juegos Olímpicos   | Juegos Olímpicos    | Juegos Olímpicos  | Juegos Olímpicos     |
| Año                | Lugar               | Medalla           | Competición          |
| ------------------ | ------------------- | ----------------- | -------------------- |
| 2000               | Sídney ( Australia) | Medalla de bronce | Velocidad individual |
| Campeonato Europeo |                     |                   |                      |
| Año                | Lugar               | Medalla           | Competición          |
| 2003               | Moscú ( Rusia)      | Medalla de bronce | Ómnium               |

1. ↑  Campeonato Europeo realizado sólo para la disciplina de ómnium.